# Івршевич-Село
45°23′ пн. ш. 15°44′ сх. д. / 45.39° пн. ш. 15.73° сх. д.
Івршевич-Село (хорв. Ivošević Selo) — населений пункт у Хорватії, у Карловацькій жупанії у складі міста Карловаць.

## Населення
Населення за даними перепису 2011 року становило 7 осіб.
Динаміка чисельності населення поселення: